# جام حذفی فوتبال آلمان ۲۵- ۲۰۲۴
جام حذفی فوتبال آلمان ۲۰۲۴-۲۵ یا دی اف پی پوکال هشتاد و دومین فصل مسابقات سالانه جام حذفی فوتبال آلمان است . شصت و چهار تیم در این مسابقات شرکت می کنند که شامل تمام تیم های بوندسلیگا سال قبل و بوندسلیگا 2 می شود . مسابقات در 16 اوت 2024 با اولین دوره از شش دور آغاز خواهد شد و در 24 مه 2025 با فینال در ورزشگاه المپیک برلین ، یک مکان بی طرف، که از سال 1985 میزبان فینال است، به پایان می رسد.  این عنوان دومین عنوان مهم باشگاهی در فوتبال آلمان پس از قهرمانی بوندسلیگا محسوب می شود.  دی اف پی پوکال(DFB-Pokal) توسط اتحادیه فوتبال آلمان (DFB) اداره می شود.
بایرلورکوزن مدافع عنوان قهرمانی است.
برنده جام حذفی آلمان(DFB-Pokal) به طور خودکار جواز حضور در مرحله گروهی فصل ۲۶-۲۰۲۵ لیگ اروپا را کسب می کند 
قهرمان این دوره جام حذفی المان=اشتوتگارت
ونایب قهرمان=بیله‌فلد
اشتوتگارت ۴_بیله فلد۲